# Charrabata
Charrabata es una localidad y sector de la Comuna de La Cruz, perteneciente a la Provincia de Quillota, dentro de la Región de Valparaíso, se encuentra en el norte de la zona urbana de la ciudad Quillota y al sur de la ciudad de La Cruz, es conectada por la Ruta CH-60 y F-62 y orillada por el Río Aconcagua, su población, según el Instituto Nacional de Estadísticas es de 9.506 habitantes. Cuenta con una superficie de 3,4 km².

## Geografía
Charrabata se ubica dentro de la zona del Río Aconcagua y se compone por tierras del Valle Fluvial, además, cuenta con un clima lluvioso y comparte junto a La Cruz una zona agrícola.

## Demografía
Evolución poblacional de Charrabata a través del tiempo.
| Gráfica de evolución demográfica de Charrabata entre 1930 y 2019 |
|                                                                  |
| Fuente: Instituto Nacional de Estadísticas                       |